# 30 mai
Pour les articles homonymes, voir Trente-Mai.
30 avril 30 juin
Chronologies thématiques
- Croisades
- Ferroviaires
- Sports
- Disney
- Anarchisme
- Catholicisme

Abréviations / Voir aussi
- (° 1852) = né en 1852
- († 1885) = mort en 1885
- a.s. = calendrier julien
- n.s. = calendrier grégorien
- Calendrier
- Calendrier perpétuel
- Liste de calendriers
- Naissances du jour

Le 30 mai est le 150e jour, moins souvent le 151e, de l'année du calendrier grégorien ; il en reste ensuite 215.
Son équivalent était généralement le 11 prairial du calendrier républicain ou révolutionnaire français, officiellement dénommé jour de la fraise (le fruit).

## Événements

### Iersiècle
- 70 : les troupes de l'empereur romain Titus s'emparent du second rempart et de la ville neuve de Jérusalem jusqu'au pied de la forteresse Antonia lors de leur siège de ladite ville.

### XIVesiècle
- 1381 : début d'une révolte des paysans en Angleterre.

### XVesiècle
- 1431 : mort officielle de Jeanne d'Arc sur un bûcher à Rouen.
- 1434 : la bataille de Lipany met pratiquement un terme aux guerres hussites.

### XVIIIesiècle
- 1795 : bataille de Saint-Bily, lors de la Chouannerie.

### XIXesiècle
- 1814 : traité de Paris fixant les frontières de la France après la première abdication de Napoléon Ier.
- 1832 : combat de Toucheneau, pendant la chouannerie de 1832.
- 1854 : vote du Kansas-Nebraska Act, étape menant à la guerre de Sécession.
- 1896 : banquet de Saint-Mandé où le député de la Seine Alexandre Millerand lance un appel à l’unité des socialistes[1].

### XXesiècle
- 1913 : signature du traité de Londres.
- 1967 : naissance de la République du Biafra.
- 1968 : lors des évènements de mai 1968, en France, Charles de Gaulle réapparaît, après être secrètement parti à Baden-Baden consulter l'armée, et notamment le général Jacques Massu.

### XXIesiècle
- 2008 : une convention sur les armes à sous-munitions est adoptée.
- 2014 : Peter Mutharika est déclaré président du Malawi élu.
- 2015 : début de la première bataille de Hassaké, lors de la guerre civile syrienne.
- 2016 : offensive de Khazir, lors de la seconde guerre civile irakienne.
- 2018 : en Ukraine, le service de sécurité déclare avoir mis en scène le faux assassinat du journaliste russe Arkadi Babtchenko, annoncé la veille, pour déjouer une véritable tentative.
- 2019 : démission du Premier ministre de Papouasie-Nouvelle-Guinée Peter O'Neill remplacé par James Marape[2].
- 2021 : à Chypre, les élections législatives ont lieu afin de renouveler les membres de la Chambre des représentants du pays[3]. C'est le Rassemblement démocrate du président Níkos Anastasiádis qui arrive en tête du scrutin[4].

## Arts, culture et religion
- 1416 : le condamné pour hérésie au concile de Constance Jérôme de Prague est brûlé vif.
- 1943 : composition par les écrivains Joseph Kessel, son neveu Maurice Druon et la musicienne Anna Marly dans un hôtel de la banlieue londonienne du Chant des Partisans hymne de la résistance française[5].
- 1992 : la chaîne culturelle franco-allemande de télévision « Arte » commence sa diffusion en direct de l'opéra de Strasbourg[6].
- 2014 : tournage du film documentaire participatif Un 30 mai ici-bas.

## Médias
- 1631 : parution du premier numéro du périodique La Gazette créé par Théophraste Renaudot, d'abord une sorte de "Journal officiel" bien utile à Richelieu.
- 2016 : la radio Mint fait son retour sur la bande FM bruxelloise après huit ans d'absence[7].

## Sciences et techniques

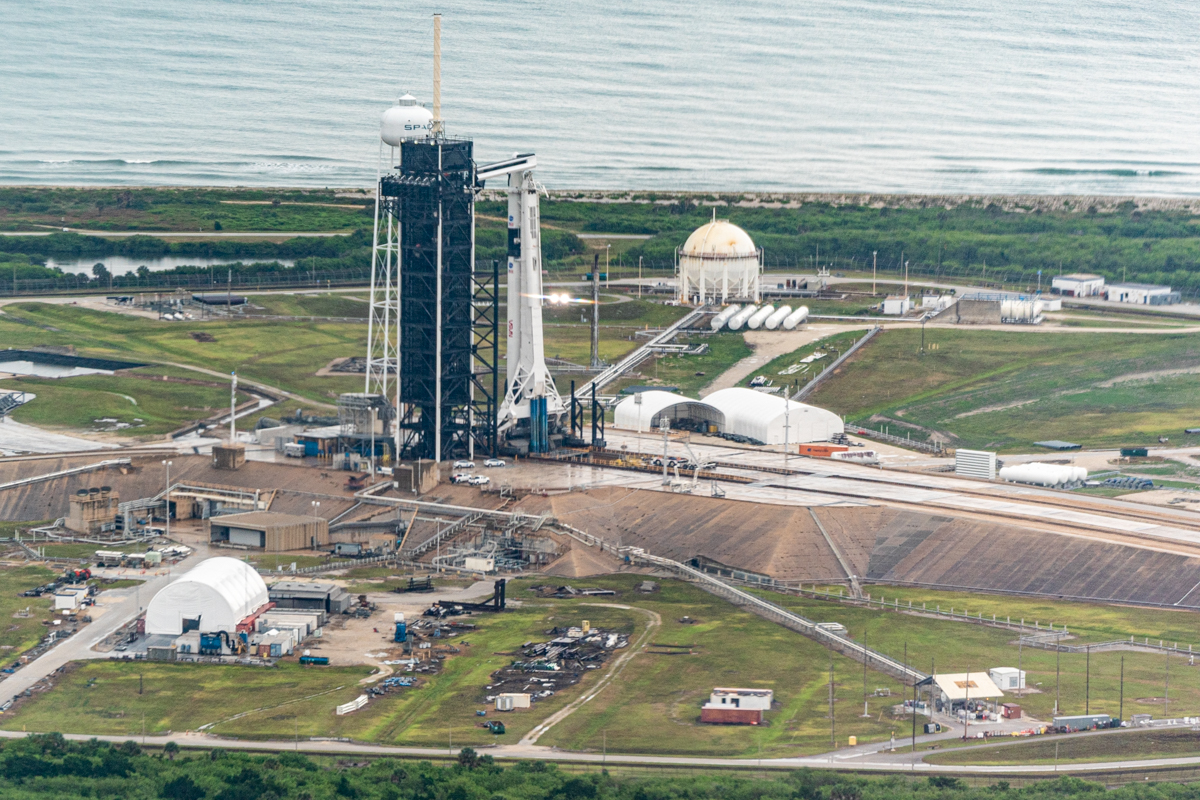
La fusée sur son aire de lancement 39-Pad A au Kennedy Space Center le 27 mai 2020

- 1898 : Sir William Ramsay et Morris William Travers découvrent le krypton.
- 1966 : lancement de la sonde spatiale Surveyor 1.
- 1971 : lancement de la sonde orbitale Mariner 9 premier vaisseau à étudier Mars depuis son orbite.
- 1975 : une convention portant création d'une Agence spatiale européenne est conclue à Paris.
- 2020 : lancement du vaisseau Crew Dragon de SpaceX réalisant son premier vol habité par une fusée Falcon 9 pour la NASA depuis les États-Unis (photo) à destination de la station spatiale internationale après un report de deux jours en raison de conditions météo défavorables.

## Économie et société
- 2024 : l’ancien président des États-Unis Donald Trump (photo) est reconnu coupable de 34 chefs d’accusation de falsification de documents commerciaux[8].

## Naissances

### XIIIesiècle
- 1201 : Thibaut Ier de Navarre, comte de Champagne et roi de Navarre († 14 juillet 1253).
- 1220 : Alexandre Nevski, prince et héros national russe († 14 novembre 1263).

### XVIIIesiècle
- 1718 : Jacob Christian Schäffer, botaniste, mycologue, entomologiste, ornithologue et inventeur allemand († 5 janvier 1790).
- 1743 : Claude André, prélat catholique français († 25 août 1818).
- 1768 : 
  - Étienne Marie Antoine Champion de Nansouty, militaire français († 12 février 1815).
  - Pierre Ismert, militaire français († 29 septembre 1826).
- 1771 : Louise Antonini, corsaire française († 26 juin 1861).
- 1797 : Karl Friedrich Naumann, géologue allemand († 26 novembre 1873).
- 1800 : Henri de Bonnechose, prélat français († 28 octobre 1883).

### XIXesiècle
- 1814 : Mikhaïl Bakounine, écrivain russe († 1er juillet 1876).
- 1816 : Antoine Clesse, poète et chansonnier belge († 9 mars 1889).
- 1820 : Pierre-Joseph-Olivier Chauveau, homme politique québécois († 4 avril 1890).
- 1831 : Martha von Sabinin, compositrice et pianiste russe († 1892).
- 1844 : Félix Arnaudin, poète et photographe français († 6 décembre 1921).
- 1874 : Ernest Duchesne, médecin français († 12 avril 1912).
- 1882 : Wyndham Halswelle, athlète écossais, champion olympique sur 400 m († 31 mars 1915).
- 1886 : Laurent Barré, cultivateur, syndicaliste et homme politique québécois († 26 août 1964).
- 1887 : Alexandre Archipenko, sculpteur américain († 25 février 1964).
- 1889 : Raoul Stéphan, écrivain, essayiste et poète français († 28 mars 1965).
- 1890 : Roger Salengro, homme politique français († 18 novembre 1936).
- 1896 : Howard Hawks, réalisateur américain († 26 décembre 1977).
- 1899 : Irving Thalberg, producteur américain († 14 septembre 1936).
- 1900 : Joseph Bracops, personnalité politique belge († 30 mai 1966).

### XXesiècle
- 1907 : Germaine Tillion, ethnologue française († 19 avril 2008).
- 1908 :
  - Hannes Alfvén, astrophysicien suédois († 2 avril 1995).
  - Mel Blanc, acteur et doubleur vocal américain de dessins animés († 10 juillet 1989).
  - Louis Daquin, réalisateur et scénariste français († 2 octobre 1980).
- 1909 :
  - Jacques Canetti, producteur musical français († 7 juin 1997).
  - Benny Goodman, musicien américain († 13 juin 1986).
- 1912 : 
  - Hugh Griffith, acteur britannique († 14 mai 1980).
  - Leopold Paasch, compositeur allemand († 28 février 1988).
- 1914 : Sergej Kraigher, homme politique yougoslave puis slovène († 17 janvier 2001).
- 1916 : Justin Catayée, homme politique français († 22 juin 1962).
- 1917 : Max Bozzoni, danseur français († 19 avril 2003).
- 1920 :
  - André Cailloux, acteur, animateur et écrivain québécois († 14 novembre 2002).
  - Franklin J. Schaffner, réalisateur américain († 2 juillet 1989).
- 1921 : Jamie Uys (Jacobus Johannes Uys dit), acteur, réalisateur et scénariste sud-afrikaner († 29 janvier 1996).
- 1922 : Hal Clement, romancier américain († 29 octobre 2003).
- 1927 : Clint Walker, acteur américain († 21 mai 2018).
- 1928 : Agnès Varda, réalisatrice française († 29 mars 2019).
- 1929 : Georges Gilson, prélat français († 27 novembre 2024).
- 1930 : Robert Ryman, artiste américain († 8 février 2019).
- 1934 : 
  - Alekseï Leonov, cosmonaute soviétique († 11 octobre 2019).
  - Michel Rouche, historien français († 5 décembre 2021).
- 1935 : Guy Tardif, homme politique québécois († 24 mai 2005).
- 1936 :
  - Keir Dullea, acteur américain.
  - Stanislav Hourenko, homme politique ukrainien († 14 avril 2013).
- 1937 : 
  - Christophe Izard, producteur français de télévision pour enfants († 31 juillet 2022).
  - Angèle Jacq, agricultrice, employée, romancière historique, militante bretonne (et française) brittophone pour les langues bretonne de l'ouest et autres régionales († 13 avril 2021).
- 1938 : 
  - Jean Charroppin, homme politique français († 6 octobre 2009).
  - Sergio Tacchini, joueur de tennis puis styliste italien.
- 1939 :
  - Jacques Boulanger, animateur québécois de radio et de télévision.
  - André Montmorency, acteur et metteur en scène québécois († 5 juillet 2016).
- 1940 : Gilles Villemure, joueur de hockey sur glace québécois.
- 1942 : 
  - Philippe Guilhaume, haut-fonctionnaire et homme de télévision français († 13 août 1994).
  - Philippe Rousseau, helléniste français.
- 1943 :
  - Luis Rego, acteur et fantaisiste français, avocat de radio.
  - Gale Sayers, joueur américain de football américain († 23 septembre 2020).
- 1944 : Lenny Davidson (en), guitariste anglais du groupe The Dave Clark Five.
- 1945 : Gladys Horton, chanteuse américaine du groupe The Marvelettes († 26 janvier 2011).
- 1947 : 
  - Jocelyne Bourassa, golfeuse québécoise.
  - Jean-Christophe Victor, enseignant et géopolitologue français présentateur de télévision († 28 décembre 2016).
- 1948 : 
  - Alicja Majewska, chanteuse polonaise.
  - Abdelaziz Maloufi, footballeur international algérien.
- 1950 :
  - Jean-Pierre Balligand, homme politique français.
  - Bertrand Delanoë, homme politique français, maire de Paris de 2001 à 2014.
- 1951 : Jean-Louis Brost, footballeur français.
- 1952 : Kerry Fraser, arbitre canadien de la Ligue nationale de hockey.
- 1953 :
- Colm Meaney, acteur irlandais.
- Can Xue, écrivaine chinoise.
- 1954 : Ted McGinley, acteur américain.
- 1955 : 
  - Pierre Botton, homme d'affaires français.
  - Colm Tóibín, romancier et journaliste irlandais.
- 1956 : David Sassoli, journaliste et homme politique italien († 11 janvier 2022).
- 1958 :
  - Marie Fredriksson, chanteuse suédoise du duo Roxette († 9 décembre 2019).
  - Miguel López-Alegría, astronaute américain.
- 1959 : Frank Vanhecke, homme politique belge.
- 1961 : Valérie Letarte, animatrice québécoise de radio et de télévision († 28 décembre 2008).
- 1962 : 
  - Thierry Rabat, footballeur français.
  - « El Soro » (Vicente Ruiz Soro dit), matador espagnol.
- 1963 :
  - Élise Lucet, journaliste française.
  - Helen Sharman, spationaute britannique.
- 1964 :
  - Wynonna Judd, chanteuse américaine de musique country.
  - Tom Morello, musicien américain du groupe Rage Against the Machine.
- 1965 : Cécile Auclert, actrice française.
- 1967 : 
  - Rechelle Hawkes, joueuse de hockey sur gazon australienne, triple championne olympique.
  - Chef Moha, chef cuisinier marocain.
- 1968 :
  - Jason Kenney, homme politique canadien.
  - Zacarias Moussaoui, terroriste français.
  - Philippe Valmont, acteur français.
  - Pablo Lara, haltérophile cubain, champion olympique.
- 1969 : Ryūhei Kitamura, cinéaste japonais.
- 1970 : Nikolaj Pešalov, haltérophile croate d'origine bulgare, champion olympique.
- 1971 : 
  - Duncan Jones, réalisateur britannique.
  - Idina Menzel, actrice, chanteuse et compositrice américaine.
- 1972 : 
  - Sōichirō Hoshi, seiyū japonais
  - Manny Ramirez, joueur de baseball dominicain.
- 1974 : 
  - Mohamed Gaya, homme politique algérien.
  - Big L, rappeur américain († 15 février 1999).
  - David Wilkie, joueur de hockey sur glace américain.
  - Nikolaï Spiniov, rameur d'aviron russe, champion olympique.
- 1976 :
  - Omri Katz, acteur américain.
  - Magnus Norman, joueur de tennis suédois.
- 1977 : Grégoire Yachvili, joueur de rugby à XV franco-géorgien.
- 1980 : 
  - Christelle Bosker, athlète handisport sud-africaine.
  - Steven Gerrard, footballeur anglais.
  - Ilona Korstine, basketteuse franco-russe.
- 1981 : 
  - Devendra Banhart, chanteur américain.
  - Assia El Hannouni, athlète handisport française.
- 1985: Jennifer Winget, actrice indienne.
- 1989 : Hyomin (Park Sun-young dite), danseuse et chanteuse sud-coréenne du groupe T-ara.
- 1990 : 
  - John Brebbia, joueur de baseball américain.
  - YoonA (Im Yoo-nah dite), chanteuse et actrice sud-coréenne.
- 1992 : Jeremy Lamb, basketteur américain.
- 1993 : Hugo Boucheron, rameur français champion olympique en 2021.
- 1994 : Madeon (Hugo Leclercq dit), disc jockey français.
- 1997 : Eunha (Jung Eun Bi dite), chanteuse sud-coréenne du groupe GFriend.

## Décès

### XIIesiècle
- 1159 : Ladislas II le Banni (Władysław II Wygnaniec en polonais), duc de Silésie et de Pologne (princeps) de 1138 à son expulsion de 1146, ancêtre de la lignée silésienne des souverains Piast (° 1105).

### XIIIesiècle
- 1252 (ou le 31 mai) : Ferdinand III, roi de Castille-et-León (° 1199).

### XVesiècle
- 1416 : Jérôme de Prague, théologien tchèque disciple de Jean Hus, brûlé vif 9 mois après lui à Constance (° 1379).
- 1431 : Jeanne d'Arc, figure emblématique de l'histoire de France et sainte de l'Église catholique, brûlée vive à Rouen (° 6 janvier 1412).

### XVIesiècle
- 1574 : Charles IX, roi de France (° 27 juin 1550).

### XVIIesiècle
- 1640 : Pierre Paul Rubens, peintre flamand (° 28 juin 1577).

### XVIIIesiècle
- 1712 : Andrea Lanzani, peintre italien (° 1641).
- 1744 : Alexander Pope, poète et auteur satirique anglais (° 21 mai 1688).
- 1756 : Elizabeth Elstob, femme de lettres britannique (° 29 septembre 1683).
- 1770 : François Boucher, peintre français (° 29 septembre 1703).
- 1778 : Voltaire (François-Marie Arouet dit), philosophe français (° 21 novembre 1694).

### XIXesiècle
- 1829 : Philibert-Jean-Baptiste Curial, militaire français (° 21 avril 1774).
- 1832 : James Mackintosh, médecin, philosophe, journaliste, juge et homme politique britannique (° 24 octobre 1765).
- 1886 : Paolo Ier Bertoleoni, roi du Royaume de Tavolara (° 1815).
- 1897 : « Fabrilo » (Julio Aparici y Pascual dit), matador espagnol (° 1er novembre 1866).

### XXesiècle
- 1912 : Wilbur Wright, pionnier américain de l’aviation (° 16 avril 1867).
- 1926 : Vladimir Steklov (Владимир Андреевич Стеклов), mathématicien russe (° 9 janvier 1864).
- 1941 : Pascual Márquez, matador espagnol (° 22 octobre 1914).
- 1944 : 
  - Jessie Ralph (Chambers), actrice américaine (° 5 novembre 1864).
  - Georges Tréville, acteur et réalisateur français (° 28 juillet 1864).
- 1946 : Marcela Agoncillo, « mère du drapeau philippin » (°24 juin 1859)
- 1949 : 
  - Igor Vladimirovitch Belkovitch (en russe : Игорь Владимирович Белькович), astronome soviétique (° 1904, le 2 octobre julien, ou 15 octobre grégorien ?).
  - Emmanuel Suhard, prélat français (° 5 avril 1874).
- 1951 : Hermann Broch, romancier et essayiste autrichien (° 1er novembre 1886).
- 1956 : Valaida Snow, chanteuse et musicienne américaine de jazz (° 2 juin 1904)
- 1958 : Ratu Sir Lala Sukuna, grand chef autochtone et homme d'État fidjien (° 22 avril 1888)
- 1960 : Boris Pasternak, écrivain russe, prix Nobel de littérature en 1958 (° 10 février 1890).
- 1961 : Rafael Leónidas Trujillo Molina, chef d'État dominicain (° 24 octobre 1891).
- 1963 : Harry Lyon, navigateur marin et aérien américain (° 1885).
- 1965 : Louis Hjelmslev, linguiste danois (° 3 octobre 1899).
- 1967 : Claude Rains, acteur britannique (° 10 novembre 1889).
- 1971 : Marcel Dupré, musicien organiste français académicien ès beaux-arts (° 3 mai 1886).
- 1975 : Michel Simon, acteur suisse francophone (° 9 avril 1895).
- 1981 : Ziaur Rahman, président du Bangladesh depuis 1977, assassiné (° 19 janvier 1936).
- 1994 : Marcel Bich, industriel français, cofondateur de la société BiC (° 29 juillet 1914).
- 1996 :
  - Léon-Étienne Duval, prélat français (° 9 novembre 1903).
  - François Genoud, banquier suisse (° 26 octobre 1915).
  - Natividad Vacío, acteur américain (° 8 septembre 1912).
- 1998 : Jan Pickard, joueur de rugby à XV sud-africain (° 25 décembre 1927).
- 2000 : Tex Beneke, saxophoniste de jazz, chanteur et chef d'orchestre américain (° 12 février 1914).

### XXIesiècle
- 2001 : Denis Whitaker (en), militaire, homme d'affaires, hockeyeur, joueur de football et auteur canadien (° 27 février 1915).
- 2002 : Jean-Denis Malclès, peintre, affichiste et décorateur français (° 15 janvier 1912).
- 2004 : Kacem Zhiri, diplomate, journaliste et homme politique marocain (° 25 mars 1920).
- 2005 :
  - Takanohana Kenshi, sumotori japonais (° 19 février 1950).
  - Gérald Leblanc, poète acadien (° 25 septembre 1945).
- 2006 :
  - Shōhei Imamura, réalisateur japonais (° 15 septembre 1926).
  - Robert Sterling, acteur américain (° 13 novembre 1917).
- 2007 :
  - Jean-Claude Brialy, cinéaste et écrivain français (° 30 mars 1933).
  - Werner Schley, footballeur suisse (° 25 janvier 1935).
  - Cacho Tirao, guitariste argentin (° 5 avril 1941).
- 2008 : Auguste Legros, homme politique français (° 30 décembre 1922).
- 2009 :
  - Luís Cabral, homme d'État bissaoguinéen (° 10 avril 1931).
  - Ephraim Katzir, biophysicien et homme politique israélien, président de 1973 à 1978 (° 16 mai 1916).
  - Gaafar Nimeiry, militaire et homme d'État soudanais (° 1er janvier 1930).
- 2010 :
  - Aryeh Eliav, homme politique israélien (° 21 novembre 1921).
  - Dufferin Roblin, homme politique canadien (° 17 juin 1917).
- 2011 :
  - Henri Chammartin, cavalier de dressage suisse (° 30 juillet 1918).
  - Clarice Taylor, actrice américaine (° 20 septembre 1917).
  - Giorgio Tozzi, chanteur lyrique italo-américain (° 8 janvier 1923).
  - Rosalyn Yalow, physicienne américaine, prix Nobel de médecine en 1977 (° 19 juillet 1921).
- 2012 : Andrew Huxley, savant britannique, prix Nobel de médecine en 1963 (° 22 novembre 1917).
- 2016 :
  - Henri Cabannes, mathématicien français (° 21 janvier 1923).
  - Thomas Fekete, guitariste américain du groupe Surfer Blood (° 1989).
  - Hermann Geyer, peintre allemand (° 26 août 1934).
  - Tom Lysiak, joueur de hockey sur glace canadien (° 22 avril 1953).
  - Rick MacLeish, joueur de hockey sur glace canadien (° 3 janvier 1950).
- 2017 :
  - Antonio Nicola Cantalamessa, homme politique italien (° 23 octobre 1940).
  - Dominique Nohain, acteur, dramaturge, scénariste et metteur en scène français (° 8 juillet 1925).
  - Molly Peters, actrice britannique (° 15 mars 1942).
  - Elena Verdugo, actrice américaine (° 20 avril 1925).
- 2018 :
  - Gabriel Gascon, acteur canadien (° 8 janvier 1927).
  - Ferenc Kovács, footballeur puis entraîneur  et sélectionneur hongrois (° 7 janvier 1934).
  - René Leroux, homme politique français (° 23 mars 1952).
  - Madiha Yousri, actrice et productrice égyptienne (° 3 décembre 1921).
- 2019 :
  - Patricia Bath, ophtalmologiste  et chercheuse américaine (° 4 novembre 1942).
  - Martine Bijl, chanteuse, actrice et écrivaine néerlandaise (° 19 mars 1948).
  - Michel Canac, skieur français (° 2 août 1956).
  - Thad Cochran, homme politique américain (° 7 décembre 1937).
  - Eva Kleinitz, auteure dramatique allemande (° 16 janvier 1972).
  - Frank Lucas, baron de la drogue américain (° 9 septembre 1930).
  - Anthony Price, écrivain britannique (° 16 août 1928).
  - Leon Redbone, chanteur et guitariste de jazz canadien (° 25 août 1949).
- 2020 : Mady Mesplé, cantatrice soprano française toulousaine (° 7 mars 1931).
- 2023 :
  - John Beasley, acteur américain (° 26 juin 1943).
  - Gershon Edelstein, rabbin israélien (° 18 avril 1923).
  - André Giordan, épistémologue et professeur d'université français (° 7 novembre 1946).
  - François Hébert, écrivain canadien (° 23 avril 1946).
- 2024 :
  - Trevor Edwards, footballeur international gallois, naturalisé australien (° 24 janvier 1937).
  - Kelvin Edward Felix, cardinal dominiquais (° 15 février 1933).
  - Geneviève de Galard, infirmière militaire française, convoyeuse de l'air durant la guerre d'Indochine, surnommée « l’ange de Diên Biên Phu » (° 13 avril 1925).
  - Drew Gordon, basketteur américain (° 12 juillet 1990).

## Célébrations

### Internationale
- Journée mondiale de la sclérose en plaques[9].

### Nationales
- Anguilla (Royaume-Uni) : Anguilla day (« fête d'Anguilla ») commémorant le début de la révolution nationale en 1967[10].
- Îles Canaries (Espagne, Union européenne à zone euro) : « fête des Canaries (es) ».
- Croatie (Union européenne) : fête nationale (« fête du Sabor » commémorant la première réunion d'un parlement multipartite en 1990)[11].
- Fidji : Ratu Sir Lala Sukuna Day, jour férié en commémoration de la mort de Ratu Sir Lala Sukuna. Si cet homme d'État est mort le 30 mai 1958, le jour férié est célébré le dernier lundi du mois de mai[12].
- Labuan, Malaisie et Sabah : premier jour de la « fête du Kaamatan »[13].
- Nicaragua : día de la madre (« fête des mères »)[14].
- Pérou : día nacional de la papa (« journée nationale de la pomme de terre »)[15].
- Porto Rico : Lod massacre remembrance day (« journée du souvenir du massacre de l'aéroport de Lod ») célébrant les vingt-six victimes dont dix-sept portoricaines de l'attentat de l'aéroport de Lod en Israël[16].
- Trinité-et-Tobago : « fête de l'arrivée des Indiens (en) ».

### Saints des Églises chrétiennes

#### Saints des Églises catholiques et orthodoxes
Référencés ci-après in fine, :
- Anastase († 680), évêque de Pavie, arien converti.
- Basile l'Ancien († vers 349 ou 370) et son épouse Emmélie, parents de quatre saints.
- Dymphne (VIIe siècle) ou « Dypne », vierge enfuie d'Irlande avec son chapelain saint Gerebrand ou « Géréberne », martyrs dans le Brabant ; fêtés aussi ensemble le 15 mai[19],[20].
- Gabin († vers 630) et Crispule, martyrs à Torres en Sardaigne sous Hadrien (?).
- Hubert de Brétigny († vers 714) ou « Hugbert », moine à Brétigny (Britannicum) près de Noyon en Picardie.
- Hubert de Liège (656/658 - 727), évêque des diocèses de Tongres et de Maastricht dont il transféra le siège à Liège ; fêté surtout le 3 novembre en Orient[21], en Belgique[22] et en France.
- Isaac de Dalmatie (en) († 406), abbé à Constantinople.
- Mauguille († v. 685), moine.
- Walston († 1016), Laïc anglais.

#### Saints et bienheureux des Églises catholiques
référencés ci-après :
- Ferdinand III de Castille († 1252), roi de Castille.
- Guillaume Scott et Richard Newport († 1612), bienheureux, prêtres et martyrs en Angleterre sous Jacques Ier.
- Jeanne d'Arc († 1431), héroïne française morte (ci-avant) sur un bûcher à Rouen, patronne secondaire de la France en cette veille de sainte Pétronille longtemps elle-même une patronne de la France en tant que royaume.
- Joseph Marello († 1895), évêque italien, fondateur des oblats de saint Joseph.
- Laurent Richardson († 1582), prêtre catholique et martyr anglais, fêté aussi le 25 octobre.
- Luke Kirby († 1582), prêtre catholique et martyr anglais, fêté aussi le 25 octobre.
- Marie-Céline de la Présentation († 1897), bienheureuse religieuse clarisse française.
- Marthe Wiecka († 1904), bienheureuse religieuse polonaise Filles de la charité de Saint-Vincent-de-Paul.
- Matthias Kalemba († 1886), Laïc ougandais martyr.
- Otto Neururer († 1940), bienheureux prêtre autrichien martyr.

#### Saints orthodoxes?
Outre les saints œcuméniques voire pré-schismatiques ci-avant, aux dates parfois "juliennes" / orientales... 

### Prénoms du jour
Bonne fête aux Ferdinand, Fernand et leurs variantes masculines Fer(di)nando et formes féminines Fer(di)nande/a (voir aussi 27 juin pour les Fernand).
Et aussi aux :
- Basile et ses formes masculines : Basil et Vassili ; et féminines : Basilie, Vas(s)ilia, Vas(s)ily (fête majeure catholique les 2 janvier ; orthodoxe "grégorienne" les 1er janvier).
- Aux Harmonie,
- Izidor,
- Jeanne et ses variantes ou dérivés : Giannina, Gina, Gionata, Giovanna, Giovan(n)ina, Ioánna, Iona, Ionna, Jana, Jane, Janel, Janelle, Janet, Janete, Janette, Janice, Janick, Janie, Janik, Janique, Janine, Janis, Janna, Janne, Janette, Jannice, Jannick, Jannik, Janny, Jany, Janyce, Janys, Jeanne-Marie, Jeanneton, Jeannette, Jeannick, Jeannie, Jehane, Jehanne, Joanna, Johanna, Juana, Juanita, Nana, Shana, Shania, Siana, Yohana, Yohanna, Yoana, Yoanna ou Vanina etc.

## Traditions et superstitions

### Astrologie
Signe du zodiaque : 9e jour du signe astrologique des Gémeaux.

## Toponymie
Les noms de plusieurs voies, places, sites ou édifices de pays ou provinces francophones contiennent cette date sous différentes graphies : voir Trente-Mai .